# Turné čtyř můstků

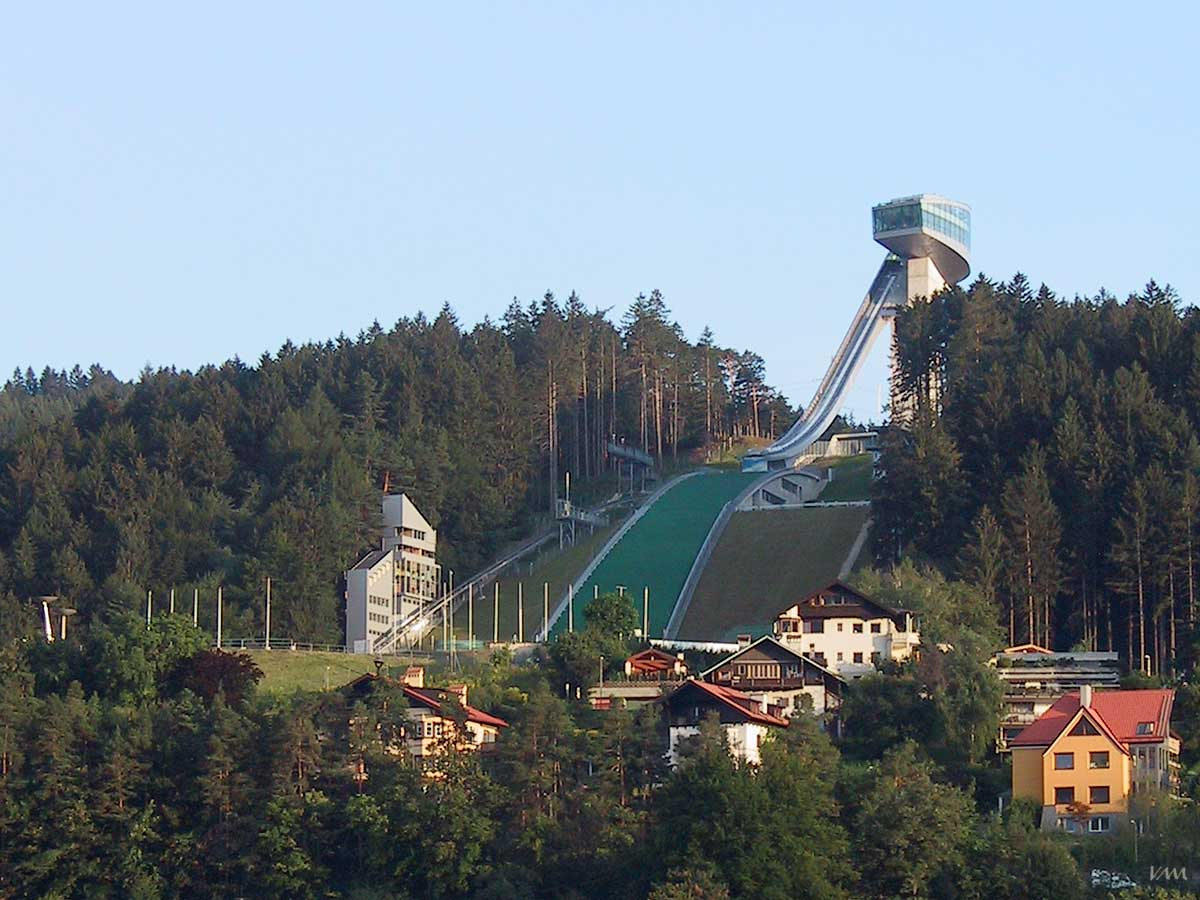
Můstek Bergisel v Innsbrucku

Turné čtyř můstků (německy Vierschanzentournee) je série čtyř závodů Světového poháru ve skocích na lyžích, která se koná vždy na přelomu roku. První závody se uskutečnily na rozmezí let 1952 a 1953. Série se skládá ze dvou závodů v Německu (konkrétně v Oberstdorfu a v Garmisch-Partenkirchenu), na které navazují dva závody v Rakousku (v Innsbrucku a v Bischofshofenu). Vítězem série je ten závodník, jehož součet bodových ohodnocení jednotlivých skoků je po čtyřech závodech nejvyšší.
Mezi vítězi Turné jsou i dva čeští sportovci, a sice Jiří Raška (za sezónu 1970/1971) a Jakub Janda (za sezónu 2005/2006). K tomu se ještě další čeští skokani v historii Turné umístili na druhém či třetím místě.

## Historie
První závod série se konal na Nový rok 1953. Účastnili se ho skokani ze šesti zemí (Německa, Rakouska, Švédska, Norska, Švýcarska a Jugoslávie) a závodům přihlíželo 20 000 diváků. Vítězem se stal Asgeir Dølplads z Norska, avšak celou sérii tehdy vyhrál Rakušan Sepp „Bubi“ Bradl.
Tři skokani – Němec Sven Hannawald (v sezóně 2001/2002), Polák Kamil Stoch (v sezóně 2017/2018) a Japonec Rjójú Kobajaši (v sezóně 2018/2019) – dokázali vyhrát všechny čtyři závody. Nejvíce titulů vítěze Turné však získal finský skokan Janne Ahonen, který triumfoval v pěti sériích Turné (jednou, v sezóně 2005/2006, se o vítězství dělil s Jakubem Jandou) a k tomu třikrát skončil celkově druhý a dvakrát třetí.
Mezi vítězi celého Turné jsou i dva čeští skokani, a to Jiří Raška (za sezónu 1970/1971), který skákal ještě za Československo, a Jakub Janda (za sezónu 2005/2006). Raška navíc získal v sezónách 1967/1968 a 1968/1969 druhá místa. Třetí místa získali Dalibor Motejlek (v sezóně 1964/1965), Zbyněk Hubač (v sezónách 1968/1969 a 1970/1971), Jiří Parma (v sezóně 1987/1988) a Jaroslav Sakala (v sezóně 1992/1993).

## Průběh závodu
Od ostatních závodů Světového poháru se závody odlišují i svým systémem průběhu. V den předcházející závodu se skáče tzv. kvalifikace. Do závodu postupuje padesát nejúspěšnějších skokanů z kvalifikace.
Po kvalifikaci je sestaveno pořadí podle bodových zisků od nejhoršího po nejlepšího. V závodě se v prvním kole proti sobě postaví v souboji skokan na 26. místě po kvalifikaci proti 25. skokanovi kvalifikace. Skáčou po sobě (jeden skok, nejprve ten hůře postavený) a vítěz tohoto souboje postoupí do druhého kola. Následně skáče 27. skokan po kvalifikaci v souboji s 24. skokanem a opět lepší z těchto dvou postoupí dál. Takto se v prvním kole pokračuje a na jeho konci je 25 vítězů těchto soubojů, kteří postoupí do kola druhého. Tam je doplní pět nejlépe hodnocených závodníků poražených v prvním kole (jsou to takzvaní „lucky losers“ – šťastní poražení).
Druhé kolo již probíhá obvyklým postupem pro závody Světového poháru, kdy postupně skáčou závodníci od nejhoršího výkonu v prvním kole po závodníka s nejlepším výkonem v prvním kole. Vítězem se stává závodník s nejvyšším součtem bodů z prvního a druhého kola.

## Místa závodů Turné
| Můstek                     | Země     | Město                  | Termín       | Rekord můstku               | Rekord můstku | Rekord můstku |
| -------------------------- | -------- | ---------------------- | ------------ | --------------------------- | ------------- | ------------- |
| Schattenbergschanze        | Německo  | Oberstdorf             | 29. prosince | Sigurd Pettersen            | 143,5 m       | 2003          |
| Große Olympiaschanze       | Německo  | Garmisch-Partenkirchen | 1. ledna     | Simon Ammann Marius Lindvik | 143,5 m       | 2010 2020     |
| Bergiselschanze            | Rakousko | Innsbruck              | 4. ledna     | Michael Hayböck             | 138 m         | 2015          |
| Paul-Ausserleitner-Schanze | Rakousko | Bischofshofen          | 6. ledna     | Gregor Schlierenzauer       | 145 m         | 2008          |

## Vítězové a další medailisté Turné
| Sezóna    | 1. místo                             | 2. místo                    | 3. místo                       |
| --------- | ------------------------------------ | --------------------------- | ------------------------------ |
| 1952/1953 | Sepp Bradl (AUT)                     | Halvor Næs (NOR)            | Asgeir Dølplads (NOR)          |
| 1953/1954 | Olaf B. Bjørnstad (NOR)              | Eino Kirjonen (FIN)         | Sepp Bradl (AUT)               |
| 1954/1955 | Hemmo Silvennoinen (FIN)             | Eino Kirjonen (FIN)         | Aulis Kallakorpi (FIN)         |
| 1955/1956 | Nikolaj Kamenskij (URS)              | Sepp Bradl (AUT)            | Nikolaj Šamov (URS)            |
| 1956/1957 | Pentti Uotinen (FIN)                 | Eino Kirjonen (FIN)         | Max Bolkart (FRG)              |
| 1957/1958 | Helmut Recknagel (GDR)               | Nikolaj Šamov (URS)         | Nikolaj Kamenskij (URS)        |
| 1958/1959 | Helmut Recknagel (GDR)               | Walter Habersatter (AUT)    | Arne Hoel (NOR)                |
| 1959/1960 | Max Bolkart (FRG)                    | Albin Plank (AUT)           | Otto Leodolter (AUT)           |
| 1960/1961 | Helmut Recknagel (GDR)               | Otto Leodolter (AUT)        | Kalvi Kärkkinen (FIN)          |
| 1961/1962 | Eino Kirjonen (FIN)                  | Willi Egger (FRG)           | Hemmo Silvenoinen (FIN)        |
| 1962/1963 | Toralf Engan (NOR)                   | Torbjørn Yggeseth (NOR)     | Max Bolkart (FRG)              |
| 1963/1964 | Veikko Kankkonen (FIN)               | Torbjørn Yggeseth (NOR)     | Baldur Preiml (AUT)            |
| 1964/1965 | Torgeir Brandtzag (NOR)              | Bjørn Wirkola (NOR)         | Dalibor Motejlek (TCH)         |
| 1965/1966 | Veikko Kankkonen (FIN)               | Dieter Neuendorf (GDR)      | Bjørn Wirkola (NOR)            |
| 1966/1967 | Bjørn Wirkola (NOR)                  | Sepp Lichtenegger (AUT)     | Dieter Neuendorf (GDR)         |
| 1967/1968 | Bjørn Wirkola (NOR)                  | Jiří Raška (TCH)            | Dieter Neuendorf (GDR)         |
| 1968/1969 | Bjørn Wirkola (NOR)                  | Jiří Raška (TCH)            | Zbyněk Hubač (TCH)             |
| 1969/1970 | Horst Queck (GDR)                    | Bjørn Wirkola (NOR)         | Garij Napalkov (URS)           |
| 1970/1971 | Jiří Raška (TCH)                     | Ingolf Mork (NOR)           | Zbyněk Hubač (TCH)             |
| 1971/1972 | Ingolf Mork (NOR)                    | Henry Glass (GDR)           | Tauno Käyhkö (FIN)             |
| 1972/1973 | Rainer Schmidt (GDR)                 | Hans-Georg Aschenbach (GDR) | Sergej Boškov (URS)            |
| 1973/1974 | Hans-Georg Aschenbach (GDR)          | Walter Steiner (SUI)        | Bernd Eckstein (GDR)           |
| 1974/1975 | Willi Pürstl (AUT)                   | Edi Federer (AUT)           | Karl Schnabl (AUT)             |
| 1975/1976 | Jochen Danneberg (GDR)               | Karl Schnabl (AUT)          | Reinhold Bachler (AUT)         |
| 1976/1977 | Jochen Danneberg (GDR)               | Walter Steiner (SUI)        | Henry Glass (GDR)              |
| 1977/1978 | Kari Yliantilla (FIN)                | Mathias Buse (GDR)          | Martin Weber (GDR)             |
| 1978/1979 | Pentti Kokkonen (FIN)                | Hans-Jörg Sumi (SUI)        | Jochen Danneberg (GDR)         |
| 1979/1980 | Hubert Neuper (AUT)                  | Henry Glass (GDR)           | Martin Weber (GDR)             |
| 1980/1981 | Hubert Neuper (AUT)                  | Armin Kogler (AUT)          | Jari Puikkonen (FIN)           |
| 1981/1982 | Manfred Deckert (GDR)                | Roger Ruud (NOR)            | Per Bergerud (NOR)             |
| 1982/1983 | Matti Nykänen (FIN)                  | Jens Weissflog (GDR)        | Horst Bulau (CAN)              |
| 1983/1984 | Jens Weissflog (GDR)                 | Klaus Ostwald (GDR)         | Matti Nykänen (FIN)            |
| 1984/1985 | Jens Weissflog (GDR)                 | Matti Nykänen (FIN)         | Klaus Ostwald (GDR)            |
| 1985/1986 | Ernst Vettori (AUT)                  | Franz Neuländtner (AUT)     | Jari Puikkonen (FIN)           |
| 1986/1987 | Ernst Vettori (AUT)                  | Vegard Opaas (NOR)          | Ulf Findeisen (GDR)            |
| 1987/1988 | Matti Nykänen (FIN)                  | Jens Weissflog (GDR)        | Jiří Parma (TCH)               |
| 1988/1989 | Risto Laakkonen (FIN)                | Matti Nykänen (FIN)         | Jens Weissflog (GDR)           |
| 1989/1990 | Dieter Thoma (FRG)                   | František Jež (CZE)         | Risto Laakkonen (FIN)          |
| 1990/1991 | Jens Weissflog (GER)                 | Andreas Felder (AUT)        | Dieter Thoma (GER)             |
| 1991/1992 | Toni Nieminen (FIN)                  | Martin Höllwarth (AUT)      | Werner Rathmayr (AUT)          |
| 1992/1993 | Andreas Goldberger (AUT)             | Noriaki Kasai (JPN)         | Jaroslav Sakala (CZE)          |
| 1993/1994 | Espen Bredesen (NOR)                 | Jens Weissflog (GER)        | Andreas Goldberger (AUT)       |
| 1994/1995 | Andreas Goldberger (AUT)             | Kazujoši Funaki (JPN)       | Janne Ahonen (FIN)             |
| 1995/1996 | Jens Weissflog (GER)                 | Ari-Pekka Nikkola (FIN)     | Reinhard Schwarzenberger (AUT) |
| 1996/1997 | Primož Peterka (SLO)                 | Andreas Goldberger (AUT)    | Dieter Thoma (GER)             |
| 1997/1998 | Kazujoši Funaki (JPN)                | Sven Hannawald (GER)        | Janne Ahonen (FIN)             |
| 1998/1999 | Janne Ahonen (FIN)                   | Noriaki Kasai (JPN)         | Hideharu Mijahira (JPN)        |
| 1999/2000 | Andreas Widhölzl (AUT)               | Janne Ahonen (FIN)          | Martin Schmitt (GER)           |
| 2000/2001 | Adam Małysz (POL)                    | Janne Ahonen (FIN)          | Martin Schmitt (GER)           |
| 2001/2002 | Sven Hannawald (GER)                 | Matti Hautamäki (FIN)       | Martin Höllwarth (AUT)         |
| 2002/2003 | Janne Ahonen (FIN)                   | Sven Hannawald (GER)        | Adam Małysz (POL)              |
| 2003/2004 | Sigurd Pettersen (NOR)               | Martin Höllwarth (AUT)      | Peter Žonta (SLO)              |
| 2004/2005 | Janne Ahonen (FIN)                   | Martin Höllwarth (AUT)      | Thomas Morgenstern (AUT)       |
| 2005/2006 | Jakub Janda (CZE) Janne Ahonen (FIN) |                             | Roar Ljøkelsøy (NOR)           |
| 2006/2007 | Anders Jacobsen (NOR)                | Gregor Schlierenzauer (AUT) | Simon Ammann (SUI)             |
| 2007/2008 | Janne Ahonen (FIN)                   | Thomas Morgenstern (AUT)    | Michael Neumayer (GER)         |
| 2008/2009 | Wolfgang Loitzl (AUT)                | Simon Ammann (SUI)          | Gregor Schlierenzauer (AUT)    |
| 2009/2010 | Andreas Kofler (AUT)                 | Janne Ahonen (FIN)          | Wolfgang Loitzl (AUT)          |
| 2010/2011 | Thomas Morgenstern (AUT)             | Simon Ammann (SUI)          | Tom Hilde (NOR)                |
| 2011/2012 | Gregor Schlierenzauer (AUT)          | Thomas Morgenstern (AUT)    | Andreas Kofler (AUT)           |
| 2012/2013 | Gregor Schlierenzauer (AUT)          | Anders Jacobsen (NOR)       | Tom Hilde (NOR)                |
| 2013/2014 | Thomas Diethart (AUT)                | Thomas Morgenstern (AUT)    | Simon Ammann (SUI)             |
| 2014/2015 | Stefan Kraft (AUT)                   | Michael Hayböck (AUT)       | Peter Prevc (SLO)              |
| 2015/2016 | Peter Prevc (SLO)                    | Severin Freund (GER)        | Michael Hayböck (AUT)          |
| 2016/2017 | Kamil Stoch (POL)                    | Piotr Żyła (POL)            | Daniel-André Tande (NOR)       |
| 2017/2018 | Kamil Stoch (POL)                    | Andreas Wellinger (GER)     | Anders Fannemel (NOR)          |
| 2018/2019 | Rjójú Kobajaši (JPN)                 | Markus Eisenbichler (GER)   | Stephan Leyhe (GER)            |
| 2019/2020 | Dawid Kubacki (POL)                  | Marius Lindvik (NOR)        | Karl Geiger (GER)              |
| 2020/2021 | Kamil Stoch (POL)                    | Karl Geiger (GER)           | Dawid Kubacki (POL)            |
| 2021/2022 | Rjójú Kobajaši (JPN)                 | Marius Lindvik (NOR)        | Halvor Egner Granerud (NOR)    |
| 2022/2023 | Halvor Egner Granerud (NOR)          | Dawid Kubacki (POL)         | Anže Lanišek (SLO)             |

## Vítězové dle můstku
| Rok       | Oberstdorf                     | Garmisch-Partenkirchen        | Innsbruck                    | Bischofshofen         |
| --------- | ------------------------------ | ----------------------------- | ---------------------------- | --------------------- |
| 1952/1953 | Erling Kroken                  | Asgeir Dølplads               | Sepp Bradl                   | Halvor Næs            |
| 1953/1954 | Olav Bjørnstad                 | Olav Bjørnstad                | Olav Bjørnstad               | Sepp Bradl            |
| 1954/1955 | Aulis Kallakorpi               | Aulis Kallakorpi              | Torbjørn Ruste               | Torbjørn Ruste        |
| 1955/1956 | Aulis Kallakorpi Eino Kirjonen | Hemmo Silvennoinen            | Koba Zakadze                 | Jurij Skvorcov        |
| 1956/1957 | Pentti Uotinen                 | Nikolaj Kamenskij             | Nikolaj Šamov                | Eino Kirjonen         |
| 1957/1958 | Nikolaj Kamenskij              | Willi Egger                   | Helmut Recknagel             | Helmut Recknagel      |
| 1958/1959 | Helmut Recknagel               | Helmut Recknagel              | Helmut Recknagel             | Walter Habersatter    |
| 1959/1960 | Max Bolkart                    | Max Bolkart                   | Max Bolkart                  | Alwin Plank           |
| 1960/1961 | Juhani Kärkinen                | Koba Zakadze                  | Kalevi Kärkinen              | Helmut Recknagel      |
| 1961/1962 | Eino Kirjonen                  | Georg Thoma                   | Willi Egger                  | Willi Egger           |
| 1962/1963 | Toralf Engan                   | Toralf Engan                  | Toralf Engan                 | Torbjørn Yggeseth     |
| 1963/1964 | Torbjørn Yggeseth              | Veikko Kankkonen              | Veikko Kankkonen             | Baldur Preiml         |
| 1964/1965 | Torgeir Brandtzæg              | Erkki Pukka                   | Torgeir Brandtzæg            | Bjørn Wirkola         |
| 1965/1966 | Veikko Kankkonen               | Paavo Lukkariniemi            | Dieter Neuendorf             | Veikko Kankkonen      |
| 1966/1967 | Dieter Neuendorf               | Bjørn Wirkola                 | Bjørn Wirkola                | Bjørn Wirkola         |
| 1967/1968 | Dieter Neuendorf               | Bjørn Wirkola                 | Garij Napalkov               | Jiří Raška            |
| 1968/1969 | Bjørn Wirkola                  | Bjørn Wirkola                 | Bjørn Wirkola                | Jiří Raška            |
| 1969/1970 | Garij Napalkov                 | Jiří Raška                    | Bjørn Wirkola                | Jiří Raška            |
| 1970/1971 | Ingolf Mork                    | Ingolf Mork                   | Zbyněk Hubač                 | Ingolf Mork           |
| 1971/1972 | Jukio Kasaja                   | Jukio Kasaja                  | Jukio Kasaja                 | Bjørn Wirkola         |
| 1972/1973 | Rainer Schmidt                 | Rainer Schmidt                | Sergej Bočkov                | Rudolf Höhnl          |
| 1973/1974 | Hans-Georg Aschenbach          | Walter Steiner                | Hans-Georg Aschenbach        | Bernd Eckstein        |
| 1974/1975 | Willi Pürstl                   | Karl Schnabl                  | Karl Schnabl                 | Karl Schnabl          |
| 1975/1976 | Toni Innauer                   | Toni Innauer                  | Jochen Danneberg             | Toni Innauer          |
| 1976/1977 | Toni Innauer                   | Jochen Danneberg              | Henry Glaß                   | Walter Steiner        |
| 1977/1978 | Matthias Buse                  | Jochen Danneberg              | Per Bergerud                 | Kari Ylianttila       |
| 1978/1979 | Jurij Ivanov                   | Josef Samek                   | Pentti Kokkonen              | Pentti Kokkonen       |
| 1979/1980 | Jochen Danneberg               | Hubert Neuper                 | Hubert Neuper                |                       |
| 1980/1981 | Hubert Neuper                  | Horst Bulau                   | Jari Puikkonen               | Armin Kogler          |
| 1981/1982 | Matti Nykänen                  | Roger Ruud                    | Per Bergerud Manfred Deckert | Hubert Neuper         |
| 1982/1983 | Horst Bulau                    | Armin Kogler                  | Matti Nykänen                | Jens Weissflog        |
| 1983/1984 | Klaus Ostwald                  | Jens Weissflog                | Jens Weissflog               | Jens Weissflog        |
| 1984/1985 | Ernst Vettori                  | Jens Weissflog                | Matti Nykänen                | Hroar Stjernen        |
| 1985/1986 | Pekka Suorsa                   | Pavel Ploc                    | Jari Puikkonen               | Ernst Vettori         |
| 1986/1987 | Vegard Opaas                   | Andreas Bauer                 | Primož Ulaga                 | Tuomo Ylipulli        |
| 1987/1988 | Pavel Ploc                     | Matti Nykänen                 | Matti Nykänen                | Matti Nykänen         |
| 1988/1989 | Dieter Thoma                   | Matti Nykänen                 | Jan Boklöv                   | Mike Holland          |
| 1989/1990 | Dieter Thoma                   | Jens Weissflog                | Ari-Pekka Nikkola            | František Jež         |
| 1990/1991 | Jens Weissflog                 | Andreas Felder Jens Weissflog | Ari-Pekka Nikkola            | Andreas Felder        |
| 1991/1992 | Toni Nieminen                  | Andreas Felder                | Toni Nieminen                | Toni Nieminen         |
| 1992/1993 | Christof Duffner               | Noriaki Kasai                 | Andreas Goldberger           | Andreas Goldberger    |
| 1993/1994 | Jens Weissflog                 | Espen Bredesen                | Andreas Goldberger           | Espen Bredesen        |
| 1994/1995 | Reinhard Schwarzenberger       | Janne Ahonen                  | Kazujoši Funaki              | Andreas Goldberger    |
| 1995/1996 | Mika Laitinen                  | Reinhard Schwarzenberger      | Andreas Goldberger           | Jens Weissflog        |
| 1996/1997 | Dieter Thoma                   | Primož Peterka                | Kazujoši Funaki              | Dieter Thoma          |
| 1997/1998 | Kazujoši Funaki                | Kazujoši Funaki               | Kazujoši Funaki              | Sven Hannawald        |
| 1998/1999 | Martin Schmitt                 | Martin Schmitt                | Noriaki Kasai                | Andreas Widhölzl      |
| 1999/2000 | Martin Schmitt                 | Andreas Widhölzl              | Andreas Widhölzl             | Andreas Widhölzl      |
| 2000/2001 | Martin Schmitt                 | Noriaki Kasai                 | Adam Małysz                  | Adam Małysz           |
| 2001/2002 | Sven Hannawald                 | Sven Hannawald                | Sven Hannawald               | Sven Hannawald        |
| 2002/2003 | Sven Hannawald                 | Primož Peterka                | Janne Ahonen                 | Bjørn Einar Romøren   |
| 2003/2004 | Sigurd Pettersen               | Sigurd Pettersen              | Peter Žonta                  | Sigurd Pettersen      |
| 2004/2005 | Janne Ahonen                   | Janne Ahonen                  | Janne Ahonen                 | Martin Höllwarth      |
| 2005/2006 | Janne Ahonen                   | Jakub Janda                   | Lars Bystøl                  | Janne Ahonen          |
| 2006/2007 | Gregor Schlierenzauer          | Andreas Küttel                | Anders Jacobsen              | Gregor Schlierenzauer |
| 2007/2008 | Thomas Morgenstern             | Gregor Schlierenzauer         | Janne Ahonen                 | Janne Ahonen          |
| 2008/2009 | Simon Ammann                   | Wolfgang Loitzl               | Wolfgang Loitzl              | Wolfgang Loitzl       |
| 2009/2010 | Andreas Kofler                 | Gregor Schlierenzauer         | Gregor Schlierenzauer        | Thomas Morgenstern    |
| 2010/2011 | Thomas Morgenstern             | Simon Ammann                  | Thomas Morgenstern           | Tom Hilde             |
| 2011/2012 | Gregor Schlierenzauer          | Gregor Schlierenzauer         | Andreas Kofler               | Thomas Morgenstern    |
| 2012/2013 | Anders Jacobsen                | Anders Jacobsen               | Gregor Schlierenzauer        | Gregor Schlierenzauer |
| 2013/2014 | Simon Ammann                   | Thomas Diethart               | Anssi Koivuranta             | Thomas Diethart       |
| 2014/2015 | Stefan Kraft                   | Anders Jacobsen               | Richard Freitag              | Michael Hayböck       |
| 2015/2016 | Severin Freund                 | Peter Prevc                   | Peter Prevc                  | Peter Prevc           |
| 2016/2017 | Stefan Kraft                   | Daniel-André Tande            | Daniel-André Tande           | Kamil Stoch           |
| 2017/2018 | Kamil Stoch                    | Kamil Stoch                   | Kamil Stoch                  | Kamil Stoch           |
| 2018/2019 | Rjójú Kobajaši                 | Rjójú Kobajaši                | Rjójú Kobajaši               | Rjójú Kobajaši        |
| 2019/2020 | Rjójú Kobajaši                 | Marius Lindvik                | Marius Lindvik               | Dawid Kubacki         |
| 2020/2021 | Karl Geiger                    | Dawid Kubacki                 | Kamil Stoch                  | Kamil Stoch           |
| 2021/2022 | Rjójú Kobajaši                 | Rjójú Kobajaši                | Rjójú Kobajaši               | Daniel Huber          |
| 2022/23   | Halvor Egner Granerud          | Halvor Egner Granerud         | Dawid Kubacki                | Halvor Egner Granerud |

## Rekordy a statistiky Turné

### Vícenásobní vítězové Turné
Stav po sezóně 2022/2023:
- 5× Janne Ahonen (1999, 2003, 2005, 2006,[p 1] 2008).
- 4× Jens Weissflog (1984, 1985, 1991, 1996)
- 3× Kamil Stoch (2017, 2018, 2021)
- 3× Helmut Recknagel (1958, 1959, 1961)
- 3× Bjørn Wirkola (1967, 1968, 1969)
- 3× Rjójú Kobajaši (2019, 2022, 2023)
- 2× Veikko Kankkonen (1964, 1966)
- 2× Jochen Danneberg (1976, 1977)
- 2× Hubert Neuper (1980, 1981)
- 2× Matti Nykänen (1983, 1988)
- 2× Ernst Vettori (1986, 1987)
- 2× Andreas Goldberger (1993, 1995)
- 2× Gregor Schlierenzauer (2012, 2013)

### Vítězové tří či čtyř závodů vrámci jednoho Turné
Stav po sezóně 2018/2019:
- 4× Sven Hannawald (2001/2002)
- 4× Kamil Stoch (2017/2018)
- 4× Rjójú Kobajaši (2018/2019)
- 3× Bjørn Wirkola (1968/1969)
- 3× Jukio Kasaja (1971/1972)
- 3× Matti Nykänen (1987/1988)
- 3× Toni Nieminen (1991/1992)
- 3× Kazujoši Funaki (1997/1998)
- 3× Andreas Widhölzl (1999/2000)
- 3× Sigurd Pettersen (2003/2004)
- 3× Janne Ahonen (2004/2005)
- 3× Wolfgang Loitzl (2008/2009)
- 3× Peter Prevc (2015/2016)
- 3× Halvor Egner Granerud (2022/23)

### Nejúspěšnější země
Stav po sezóně 2022/2023:
- 16× Německo (z toho 11× NDR)
- 16× Finsko
- 16× Rakousko
- 11× Norsko
- 4× Japonsko
- 5× Polsko
- 2× Česká republika (z toho 1× Československo)
- 2× Slovinsko
- 1× Sovětský svaz